# Natasha Barnes
Natasha J. Barnes (Hampshire, 1990) è un'attrice e cantante britannica.

## Carriera
È nota soprattutto come interprete di musical a Londra e nel resto del Regno Unito. Ha recitato nel ruolo di Anna nella prima produzione britannica del musical Spring Awakening, che ha vinto il Laurence Olivier Award al miglior nuovo musical nel 2009. A Spring Awakening sono seguiti I Was Looking At The Ceiling, Fresher: The Musical, Lend Me A Tenor, Come Dance, Chess, American Idiot e Biancaneve all'Old Vic. 
Nel dicembre 2015 recita in Funny Girl alla Menier Chocolate Factory, dove interpreta Emma ed è la sostituta di Sheridan Smith per il ruolo della protagonista Fanny Brice. In seguito alla malattia del padre, Sheridan Smith ha dovuto saltare numerose repliche e Natasha Barnes ha recitato il ruolo principale per tutta l'ultima settimana delle repliche in cartellone. Nell'aprile 2016 il musical è stato messo in scena al Savoy Theatre di Londra e poco dopo la prima Sheridan Smith si è assentata per oltre due mesi a causa dello stress e per un esaurimento nervoso. Natasha Barnes ha recitato nel ruolo principale per otto repliche settimanali da maggio a luglio, ottenendo recensioni molto positive e venendo paragonata a una giovane Judy Garland da alcuni critici britannici.
Nel dicembre 2016 recita nel ruolo di Cenerentola in una produzione di Cinderella in scena al London Palladium, con Amanda Holden nel ruolo della fata madrida. Dal febbraio al giugno 2017 recita nel tour britannico di Funny Girl, alternandosi a Sheridan Smith nel ruolo di Fanny Brice; nel settembre 2017 torna a recitare a Londra in una versione concertistica di Mack and Mabel con David Bedella, in cui recita nel ruolo di Mabel Normand. Nell'estate del 2018 interpreta Charlotte Brontë nel musical Wasted alla Southwark Playhouse, mentre nel 2019 recita all'Almeida Theatre nel dramma The Twilight Zone. Sempte nello stesso anno torna sulle scene londinesi nella prima britannica di Falsettos.

## Filmografia

### Televisione
- Doc Martin - serie TV, 1 episodio (2009)
- Doctors - serie TV, 1 episodio (2010)